# Бонтате, Стефано
Стефано Бонтате (итал. Stefano Bontate) или Стефано Бонтаде (итал. Stefano Bontade; 23 апреля 1939, Палермо, Сицилия — 23 апреля 1981, Палермо, Сицилия) — итальянский мафиози.

## Биография
Родился в Палермо 23 апреля 1939 года, старший сын босса сицилийской мафии Франческо Паоло Бонтате. Позднее сам вошёл в число боссов, был известен под кличкой «принц Виллаграции» (Principe di Villagrazia) по названию одного из районов Палермо. Получил наследство после смерти своего отца, а также дяди, Моммино Бонтате. Женился на Маргарите Терес, происходившей из богатой семьи в Палермо, занимался разведением породистых собак и лошадей. Владел английским и французским языками, много путешествовал по миру. Занимался контрабандой сигарет, оружия и наркотиков. Являлся членом сицилийской масонской «ложи трёхсот», поддерживал личное знакомство с такими политиками, как Сальво Лима и Вито Чанчимино, а также имел связи в деловых финансовых кругах — не только на Сицилии, но и в Милане.
В 1971 году Бонтате был арестован по подозрению в контрабанде наркотиков, некоторое время провёл в заключении и участвовал в качестве подсудимого в так называемом «процессе 114», но затем вышел на свободу.
Томмазо Бушетта в своих показаниях утверждал, что, находясь в тюрьме Кунео, в 1979 году по поручению Стефано Бонтате спросил у заключённого той же тюрьмы «бригадиста» Лауро Адзолини, станут ли Красные бригады мстить тому, кто убьёт генерала далла Кьеза. В 1980 году, уже освободившись из заключения, Бушетта якобы поинтересовался у Бонтате намерениями мафии в отношении далла Кьеза, а тот ответил, что генерал на волне своих успехов в борьбе с терроризмом может силой захватить власть в Италии. В том же году Бонтате якобы сообщил Бушетте, что убийство журналиста Кармине Пекорелли организовал сам Бонтате вместе с Бадаламенти по просьбе Сальво Лимы, но Бадаламенти позднее это утверждение опровергал.
Стефано Бонтате возглавлял «семью Санта-Мария ди Джезу» (famiglia di Santa Maria di Gesù), один из наиболее влиятельных кланов мафии в Палермо. Убит в 1981 году по приказу Тото Риина в рамках наступления клана Корлеоне на конкурентов в столице региона, после чего люди Бонтате перешли в подчинение Риины.
2 мая 2003 года апелляционный суд Палермо признал доказанным факт личных контактов между Стефано Бонтате и бывшим премьер-министром Италии Джулио Андреотти. Последняя известная их встреча имела место весной 1980 года. Предположительно, в ходе этого разговора Андреотти высказал неудовольствие по поводу убийства губернатора Сицилии Пьерсанти Маттарелла, на что Бонтате, по словам его телохранителя Франческо Марино Манойя, сотрудничавшего после ареста со следствием, ответил: «На Сицилии делами заправляем мы».